# اگورتیم-کپتو
اگورتیم-کپتو (به لاتین: Agortime-Kpetoe) یک منطقهٔ مسکونی در غنا است که در منطقه ولتا واقع شده‌است.

## خصوصیات
اگورتیم-کپتو ۷۰ متر بالاتر از سطح دریا واقع شده‌است.